# تلم‌خان
تلم‌خان (تیلیم‌خان) یکی از روستاهای استان آذربایجان شرقی است که در دهستان نظرکهریزی بخش نظرکهریزی شهرستان هشترود واقع شده‌است. جمعیت این روستا برپایهٔ سرشماری سال ۱۳۸۵ خورشیدی بالغ بر ۲۴۴ نفر بوده که از این تعداد، ۱۰۷ نفر مرد و ۱۳۷ نفر زن بوده‌اند؛ همچنین شمار خانوارهای تلم‌خان ۵۲ خانوار بوده‌است. این روستا برسر جادهٔ هشترود-مراغه قرار گرفته و اغلب ساکنان آن به کشاورزی و تجارت مشغول‌اند. از محصولات این روستا می‌توان به گندم جو و نخود اشاره کرد. در دهه‌های اخیر بسیاری از اهالی تلم‌خان برای یافتن شغل و منبع درآمد به شهرهایی نظیر تهران، تبریز، کرج، رشت، قزوین، الوند و هشتگرد و نظرآباد کوچ کرده اند. برخی تیلیم خان شاعر ترک‌زبان اهل روستای مرغی ساوه در شمال استان مرکزی را بی‌ارتباط به این روستا نمی‌دانند.